# Euphitrea rufipes
Euphitrea rufipes es una especie de insecto coleóptero de la familia Chrysomelidae.
Fue descrita científicamente en 1980 por Chen & Wang.